# Ulica Strzelecka w Krakowie
Ulica Strzelecka – ulica w Krakowie, w dzielnicy II Grzegórzki, na Wesołej. Łączy ulicę Mikołaja Kopernika z ulicą Lubicz. 
Wytyczona została na początku XVII wieku jako droga do kościoła świętego Łazarza. We wschodniej pierzei dominuje wielorodzinna zabudowa mieszkalna z przełomu XIX i XX wieku. Na rogu, przy ulicy Lubicz znajduje się willa Biały Domek oraz budynek dawnego Browaru Krakowskiego, a pod nr 2 w pierzei zachodniej – Szpital Dziecięcy św. Ludwika (projekt Wincentego Schella, wzniesiony przez Antoniego Łuszczkiewicza).
Do XIX stulecia ulica była bezimienna, później nazywana była ulicą Krzyżową. Obecną nazwę nadano jej w roku 1881. Przez ulicę przebiega trasa Małopolskiej Drogi św. Jakuba z Sandomierza do Tyńca.

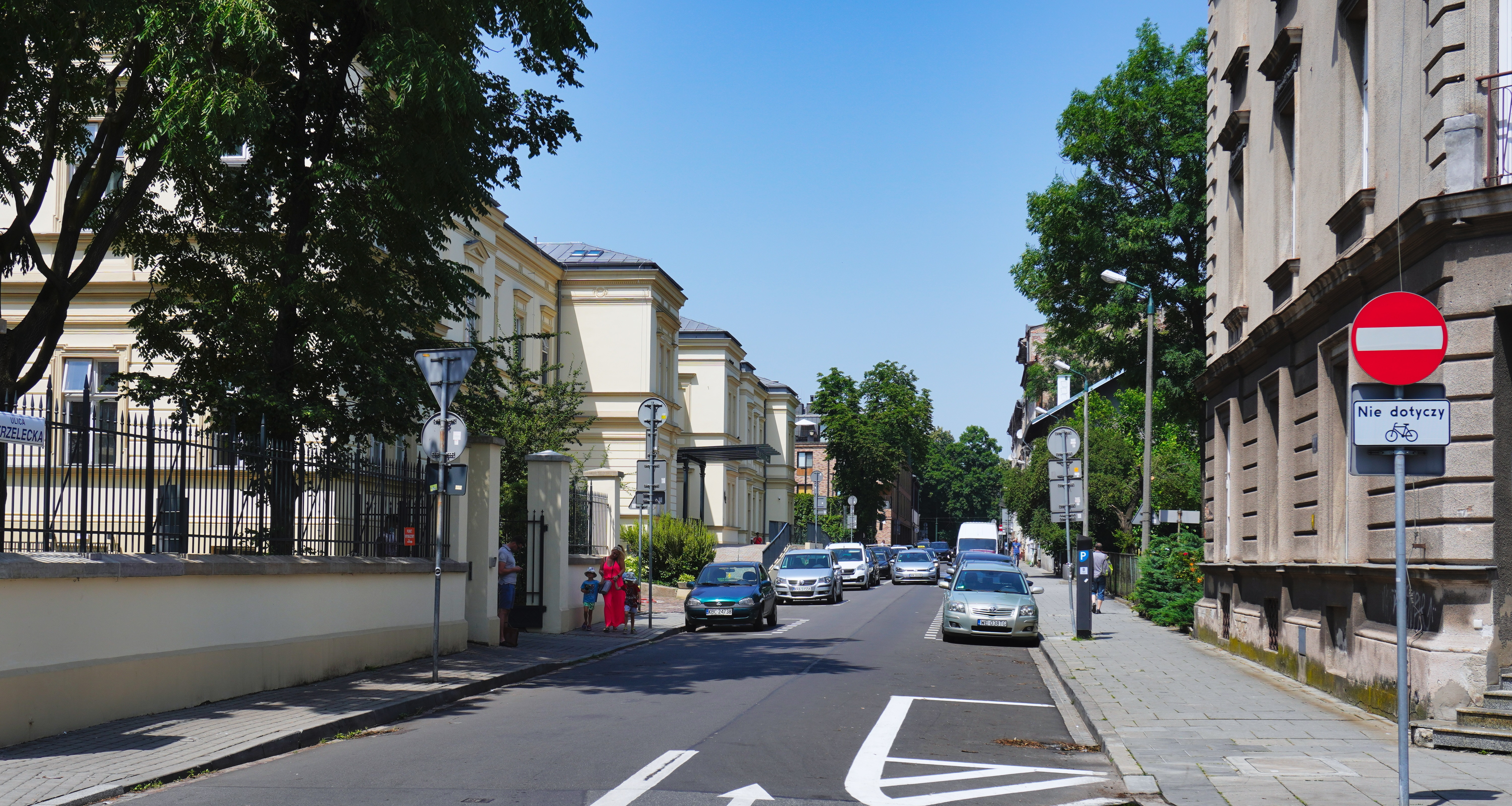
Widok od skrzyżowania z ul. Kopernika na północ, po lewej budynek Szpitala Dziecięcego św. Ludwika
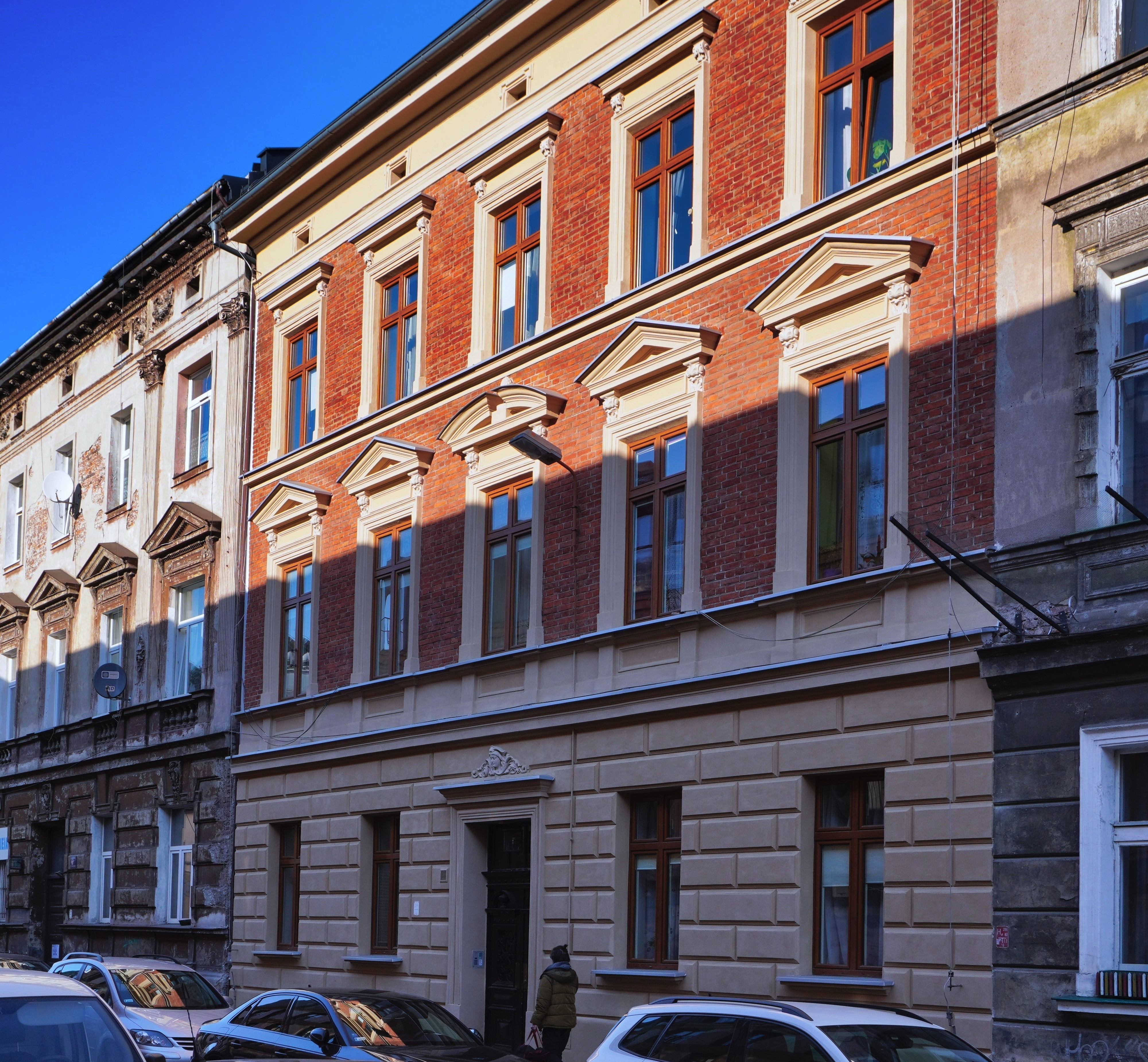
ul. Strzelecka 15 Kamienica (1896)
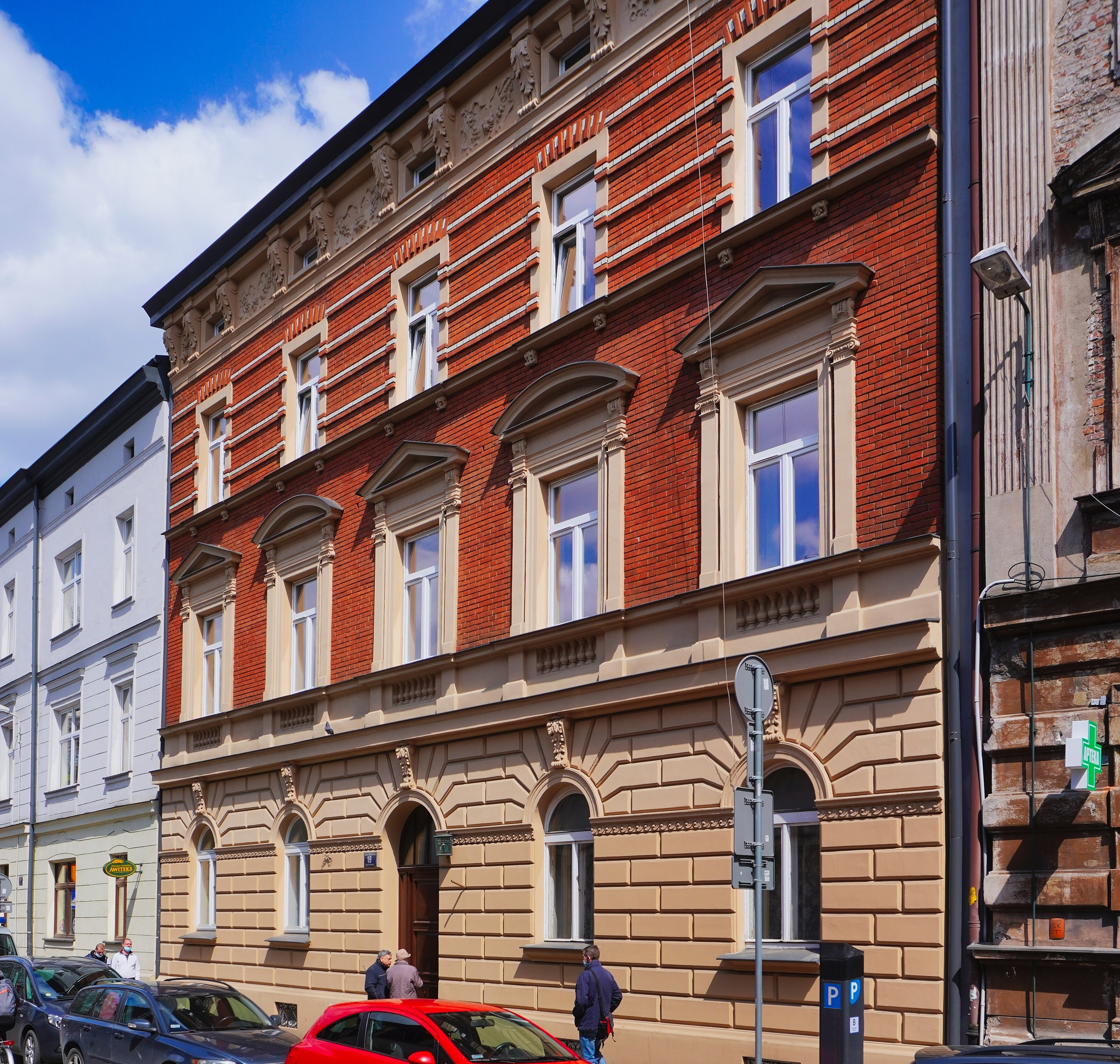
ul. Strzelecka 19 Kamienica (1894)
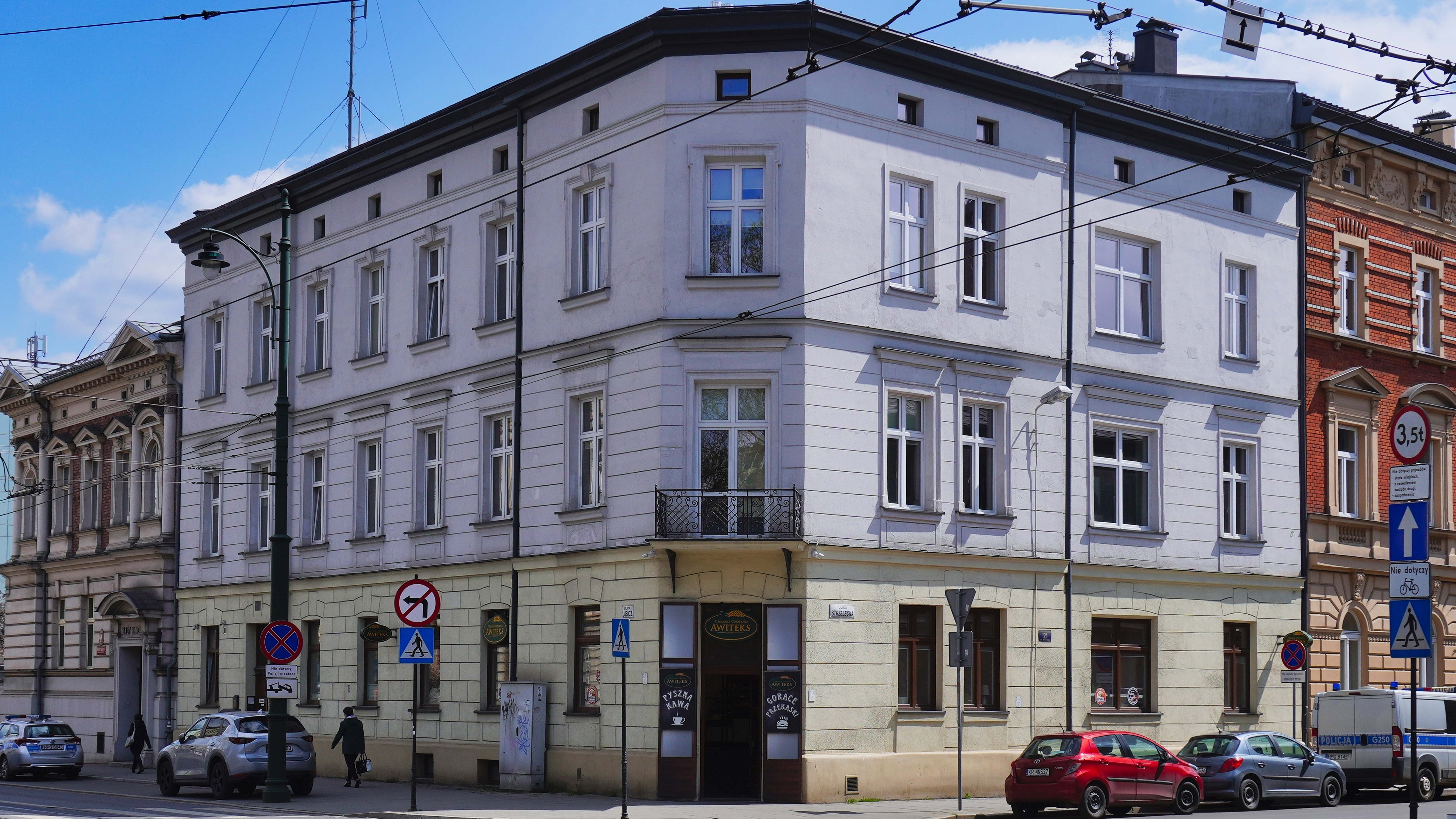
ul. Strzelecka 21 Kamienica (proj. Stefan Ertel, 1879)